# Lesja
Lesja este o comună din provincia Innlandet, Norvegia.
Se află cu cel mai înalt punct în Storstyggesvånåtinden[*]. Are o suprafață de 2.259,5 km². Populația este de 1.966 locuitori, determinată în 1 ianuarie 2023, prin Folkeregisteret[*].